# Blumreising

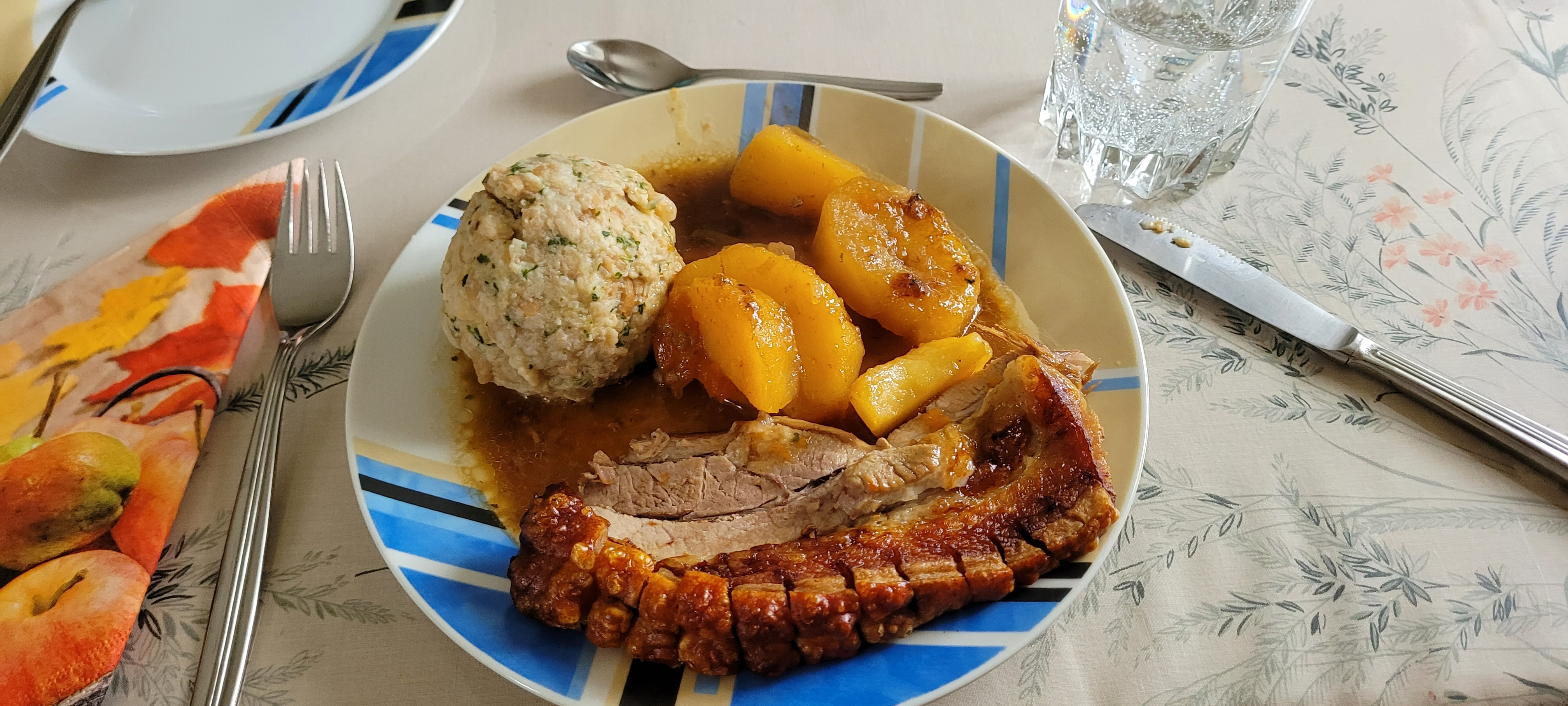
Blumreisinger Spezialität – Schweinsbraten mit Knõdel.

Blumreising ist ein Weiler mit sechs Einwohnern der Gemeinde Malgersdorf im niederbayerischen Landkreis Rottal-Inn.

## Geografie und Verkehrsanbindung
Blumreising ist über die Bundesstraße 20, die PAN36 „Döttenau“ und die Ortsstraße „Blumreising“ an das bayrische Straßennetz angeschlossen.